# Кубок Польщі з футболу 1950—1951
Кубок Польщі з футболу 1950—1951 — 2-й розіграш кубкового футбольного турніру в Польщі. Титул вперше здобула Унія (Хожув).

## Календар
| Раунд        | Дата                          | Матчі | Клуби   |
| ------------ | ----------------------------- | ----- | ------- |
| Перший раунд | 26 листопада - 17 грудня 1951 | 21    | 53 → 32 |
| 1/16 фіналу  | 25 березня - 29 квітня 1951   | 16    | 32 → 16 |
| 1/8 фіналу   | 13 травня - 28 червня 1951    | 8     | 16 → 8  |
| 1/4 фіналу   | 21 серпня 1951                | 4     | 8 → 4   |
| 1/2 фіналу   | 8 вересня 1951                | 2     | 4 → 2   |
| Фінал        | 16 вересня 1951               | 1     | 2 → 1   |

## Перший раунд
| Команда 1                       | Рахунок | Команда 2               |
| ------------------------------- | ------- | ----------------------- |
| 26 листопада 1950               |         |                         |
| Спуйня (Окоцім)                 | 2:0     | Гурник (Битом)          |
| Сталь (Ряшів)                   | 3:0     | Подзамче (Перемишль)    |
| ЦВКС Іб (Варшава)               | 10:0    | Колеяж (Седльце)        |
| Сталь (Сосновець)               | 1:4     | Влукняж (Краків)        |
| ЛЗС (Ґжибовіце)                 | 6:0     | Оґніво (Ченстохова)     |
| Спуйня (Томашів-Любельський)    | 2:1     | Колеяж (Перемишль)      |
| Сталь (Познань)                 | 2:0 дч  | Колеяж (Бидгощ)         |
| РВКС (Люблін)                   | 3:1     | Звйонзковец (Радом)     |
| Колеяж (Свідниця)               | 6:4     | Сталь (Катовиці)        |
| Колеяж (Торунь)                 | 1:0     | Колеяж (Познань)        |
| Завіша (Бидгощ)                 | 2:3 дч  | Колеяж (Варшава)        |
| Оґніво (Тарнув)                 | 2:5 дч  | Будовляні (Хожув)       |
| Сталь (Ліпіни)                  | 2:0     | Гурник (Радлін)         |
| Влукняж (Ченстохова)            | 1:8     | Влукняж (Ходакув)       |
| Стар (Стараховіце)              | 2:1     | Звйонзковец (Перемишль) |
| Сталь (Поремба)                 | 1:2 дч  | Спуйня (Катовиці)       |
| Зарзонд Порту (Щецин)           | 3:2     | Будовляні (Гданськ)     |
| Колеяж (Острув-Велькопольський) | 0:1     | Флота (Гдиня)           |
| Колеяж (Лапи)                   | 1:7     | Колеяж (Ольштин)        |
| 3 грудня 1950                   |         |                         |
| Відзев (Лодзь)                  | 3:4     | Сталь (Радом)           |
| 17 грудня 1950                  |         |                         |
| Влукняж (Пруднік)               | 2:3     | Сталь-2 (Познань)       |

## 1/16 фіналу
| Команда 1                    | Рахунок | Команда 2          |
| ---------------------------- | ------- | ------------------ |
| 25 березня 1951              |         |                    |
| Спуйня (Томашів-Любельський) | 2:3     | Сталь-2 (Познань)  |
| Флота (Гдиня)                | 2:3 дч  | Колеяж (Варшава)   |
| Сталь (Вроцлав)              | 1:6     | ЦВКС (Варшава)     |
| Ґімназьюм (Радомско)         | 0:3     | Спуйня (Окоцім)    |
| ЦВКС Іб (Варшава)            | 0:1     | Гвардія (Щецин)    |
| ЛЗС (Ґжибовіце)              | 2:5     | Унія (Хожув)       |
| РВКС (Люблін)                | 0:3     | Гвардія (Краків)   |
| Колеяж (Свідниця)            | 2:5     | Сталь (Ряшів)      |
| Влукняж (Краків)             | 11:0    | Колеяж (Торунь)    |
| Оґніво (Битом)               | 2:1     | Оґніво (Краків)    |
| Влукняж (Лодзь)              | 4:0     | Влукняж (Хелмек)   |
| Колеяж (Ольштин)             | 1:6     | Будовляні (Хожув)  |
| Сталь (Ліпіни)               | 3:2     | Сталь (Познань)    |
| Стар (Стараховіце)           | 5:1     | Спуйня (Катовиці)  |
| Зарзонд Порту (Щецин)        | 2:1     | Влукняж (Ходакув)  |
| Сталь (Радом)                | 2:2     | Влукняж (Пабяніце) |

Перегравання
| Команда 1          | Рахунок | Команда 2     |
| ------------------ | ------- | ------------- |
| 29 квітня 1951     |         |               |
| Влукняж (Пабяніце) | 4:1     | Сталь (Радом) |

## 1/8 фіналу
| Команда 1             | Рахунок | Команда 2          |
| --------------------- | ------- | ------------------ |
| 13 травня 1951        |         |                    |
| Колеяж (Варшава)      | 2:2 дч  | ЦВКС (Варшава)     |
| Зарзонд Порту (Щецин) | 1:5     | Унія (Хожув)       |
| Сталь (Ряшів)         | 1:2     | Влукняж (Краків)   |
| Влукняж (Лодзь)       | 2:1     | Сталь-2 (Познань)  |
| Оґніво (Битом)        | 0:1     | Будовляні (Хожув)  |
| Сталь (Ліпіни)        | 1:0     | Спуйня (Окоцім)    |
| Гвардія (Щецин)       | 5:0     | Стар (Стараховіце) |
| Гвардія (Краків)      | 8:0     | Влукняж (Пабяніце) |

Перегравання
| Команда 1      | Рахунок | Команда 2        |
| -------------- | ------- | ---------------- |
| 28 червня 1951 |         |                  |
| ЦВКС (Варшава) | 0:3     | Колеяж (Варшава) |

## 1/4 фіналу
| Команда 1         | Рахунок | Команда 2        |
| ----------------- | ------- | ---------------- |
| 21 серпня 1951    |         |                  |
| Влукняж (Лодзь)   | 0:2     | Унія (Хожув)     |
| Сталь (Ліпіни)    | 1:2     | Колеяж (Варшава) |
| Будовляні (Хожув) | 5:0     | Гвардія (Щецин)  |
| Гвардія (Краків)  | 2:0     | Влукняж (Краків) |

## 1/2 фіналу
| Команда 1        | Рахунок | Команда 2         |
| ---------------- | ------- | ----------------- |
| 8 вересня 1951   |         |                   |
| Унія (Хожув)     | 4:2 дч  | Будовляні (Хожув) |
| Гвардія (Краків) | 2:1     | Колеяж (Варшава)  |

## Фінал
| 16 вересня 1951 |

| Унія (Хожув)           | 2:0      | Гвардія (Краків) |
| ---------------------- | -------- | ---------------- |
| Альшер 8' Пшехерка 83' | Протокол |                  |

| Стадіон Війська Польського, Варшава Глядачів: 35 000 Арбітр: Владислав Пшибиш |